# Walter Grand
Walter Jean Tepuatauonini Grand, né à Papeete (Tahiti) le 29 juin 1917 et décédé dans la même ville le 4 juillet 1983, était un militaire et homme politique tahitien.

## Biographie
Walter Grand naît à Papeete le 29 juin 1917, aîné d'une fratrie de trois enfants. Son père meurt lorsqu'il a 5 ans. Rappelé lors de la mobilisation générale de septembre 1939, il est démobilisé le 11 août 1940 avec le grade de caporal-chef. En septembre 1940, il s'engage aux côtés de son frère cadet William dans les  FFL, et devient sous-officier au sein du Bataillon du Pacifique formé par le capitaine Félix Broche. Leur jeune frère Marcel s'engage dans l'armée néo-zélandaise et fait campagne en Papouasie.  Il participe à toutes les campagnes de son bataillon. Lors de la bataille de Bir Hakeim, à laquelle participent également son frère cadet (qui y sera blessé lors de la sortie) et quelques cousins (dont un sera tué lors de la sortie du 11 juin),  il commande une unité de canons de 75 montés sur camions qui met hors de combat un grand nombre de Panzers de  Rommel. Durant cette même bataille, il devient le premier  tahitien décoré de la  croix de guerre. Cité, il combat en Italie et en Provence avant de terminer la guerre à Paris avec le grade d'adjudant.
Le 5 mai 1946, il rentre sur son île natale à bord du « Sagittaire » et retourne à la vie civile. Durant quelques années, il exerce dans la navigation inter-insulaire. Il se marie le 23 août 1947 à Charlotte Lévy dont il aura trois enfants. Puis, en 1953, il se lance dans la politique locale. Il est élu à l'Assemblée Territoriale avant d'en devenir le président de 1955 à 1958.
En 1956, il accueille le général  de Gaulle lors de sa visite privée à Tahiti.
Il décède à Papeete le 4 juillet 1983 et est inhumé au cimetière de l'Uranie.

## Grades successifs dans l'armée française
- Caporal-chef: 11 août 1940
- Sergent: 1er janvier 1941
- Sergent-chef
- Adjudant: 18 octobre 1944

## Distinctions
- Chevalier de la Légion d'honneur (1970)
- Médaille militaire (1946)
- Croix de guerre 1939–1945
- Médaille de la Résistance française, avec rosette (avril 1946)
- Médaille coloniale
- Croix de guerre des Théâtres d'opérations extérieurs
- Médaille commémorative des services volontaires dans la France libre

Walter Grand fut proposé pour la Croix de la Libération à la fin de la guerre, mais ne l'obtint pas. Il fut à la place proposé pour la Médaille Militaire et la Médaille de la Résistance dont il fut décoré en 1946.